# Toyota C-HR

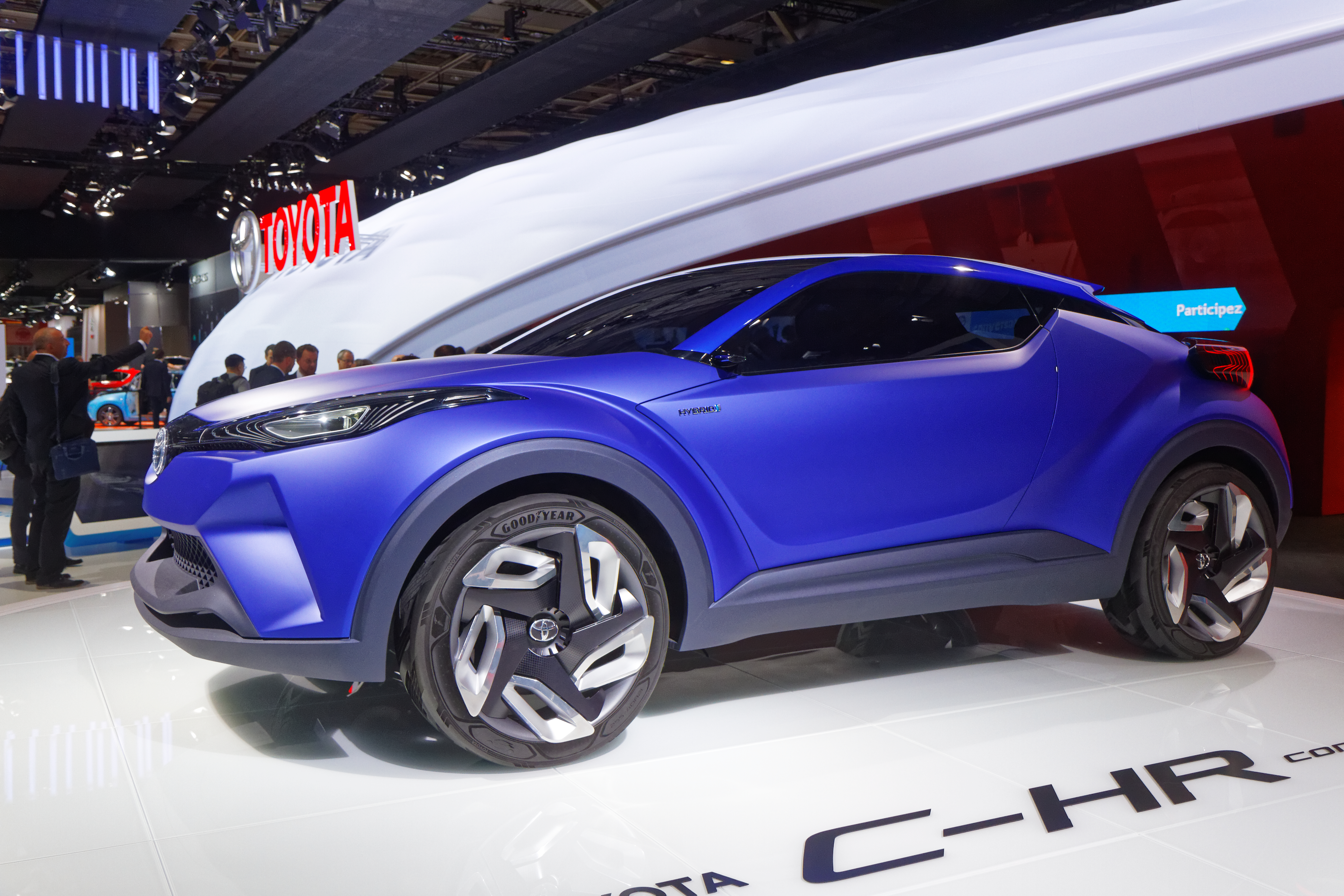
Prototipo Toyota C-HR Concept en el Salón del automóvil de París de 2014

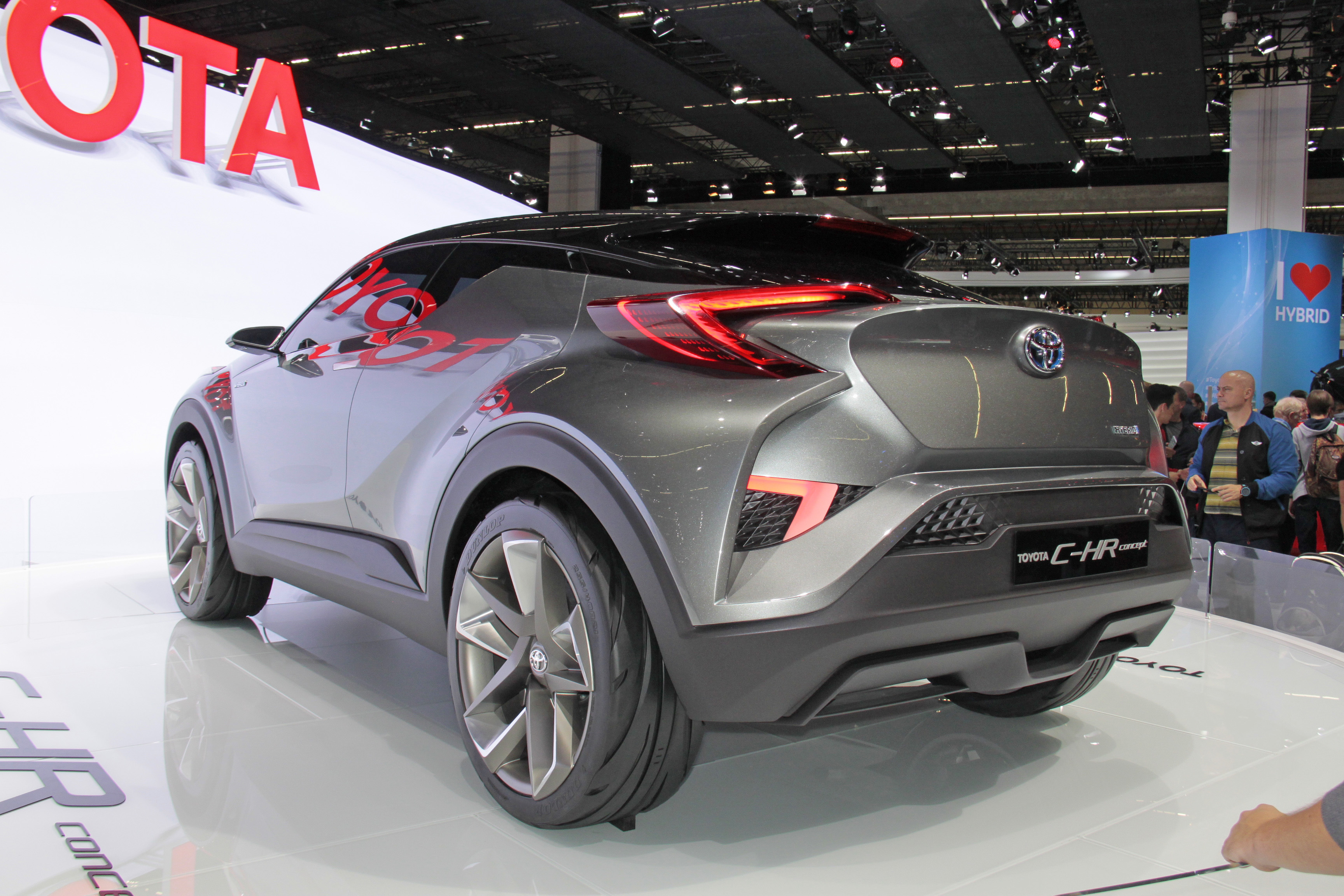
El prototipo C-HR Concept del Salón de Fráncfort

El Toyota C-HR (en japonés: トヨタ C-HR Toyota Shīeichiāru?) es un crossover urbano producido por Toyota. Comenzó a producirse en noviembre de 2016, se lanzó en Japón el 14 de diciembre del mismo año y en Europa, Australia y América del Norte a principios del 2017.  Es el sucesor para del RAV4 de tercera generación en Japón. 
El nombre C-HR proviene, según la propia marca, de varias siglas en inglés: Cool Hybrid Revolution, Compact High Rider o Coupé High–Rider.
La versión de producción del C-HR se descubrió en el 86.º Salón del Automóvil de Ginebra de 2016. Se comenzó a producir en Japón y en la planta de la marca en Sakarya. El modelo estadounidense es importado de Turquía.
En China se vende tanto por la empresa conjunta FAW Toyota, comercializado como Toyota Izoa y por la empresa conjunta Guangzhou Toyota como Toyota C-HR. En América del Norte se planeó originalmente para ser vendido con la marca Scion, antes de que esta fuera cancelada.

## C-HR Concept
El Toyota C-HR Concept fue un ejercicio de estilo para un SUV crossover compacto de 2 puertas que se desveló en el  Salón del Automóvil de París de 2014. En el Salón del Automóvil de Fráncfort de septiembre de 2015 se presentó otra versión actualizada del prototipo que también fue mostrada en el Salón del Automóvil de Los Ángeles en noviembre del mismo año.
El diseño fue seleccionado con uno de los tres finalistas de Automóvil Mundial del Año de 2017.

## Características
El coche se monta sobre la plataforma Toyota New Global Architecture (TNGA) de Toyota.

### Motorizaciones
Se vende con motorizaciones de gasolina e híbridas, con tracción total o a las ruedas delanteras.
En Europa y Japón se ofrece con un motor gasolina de 1,2 litros y 116 CV, y un híbrido con motor gasolina de 1,8 litros y motor eléctrico que eroga en conjunto 122 CV. En el sudeste asiático se ofrece con un motor gasolina de 1,8 litros y 143 CV, mientras que en América del Norte se ofrece con un motor gasolina de 2,0 litros y 148 CV.
|                                                        | C-HR 1.2 turbo          | C-HR 1.2 turbo CVT AWD                | C-HR 1.8 VVT-i Hybrid            |
| ------------------------------------------------------ | ----------------------- | ------------------------------------- | -------------------------------- |
| Motor                                                  | 4 cilindros en línea    | 4 cilindros en línea                  | 4 cilindros en línea + eléctrico |
| Cilindrada                                             | 1197 cm³                | 1197 cm³                              | 1798 cm³                         |
| Potencia                                               | 116 CV                  | 116 CV                                | 122 CV                           |
| Potencia motor eléctrico                               |                         |                                       | 53 kW                            |
| Par máximo                                             | 185 Nm a 1500-4000 rpm  | 185 Nm a 1500-4000 rpm                | 142 Nm a 3600 rpm                |
| Transmisión                                            | Delantera               | A las cuatro ruedas                   | Delantera                        |
| Cambio                                                 | Manual de 6 Velocidades | CVT (automática de variador continuo) | e-CVT                            |
| Velocidad máxima (en km/h)                             | 190 km/h                | 180 km/h                              | 170 km/h                         |
| 0-100 km/h (en s)                                      | 10,9 s                  | 11,4 s                                | 11 s                             |
| Consumos (urbano/ interurbano / combinado en ℓ/100 km) | 5,1 / 5,8 / 7,4         | 5,7 / 6,3 / 7,6                       | 4,1 / 3,7 / 3,4                  |
| Emisiones de CO2 (en g/km)                             | 135                     | 144                                   | 86                               |

## Ventas

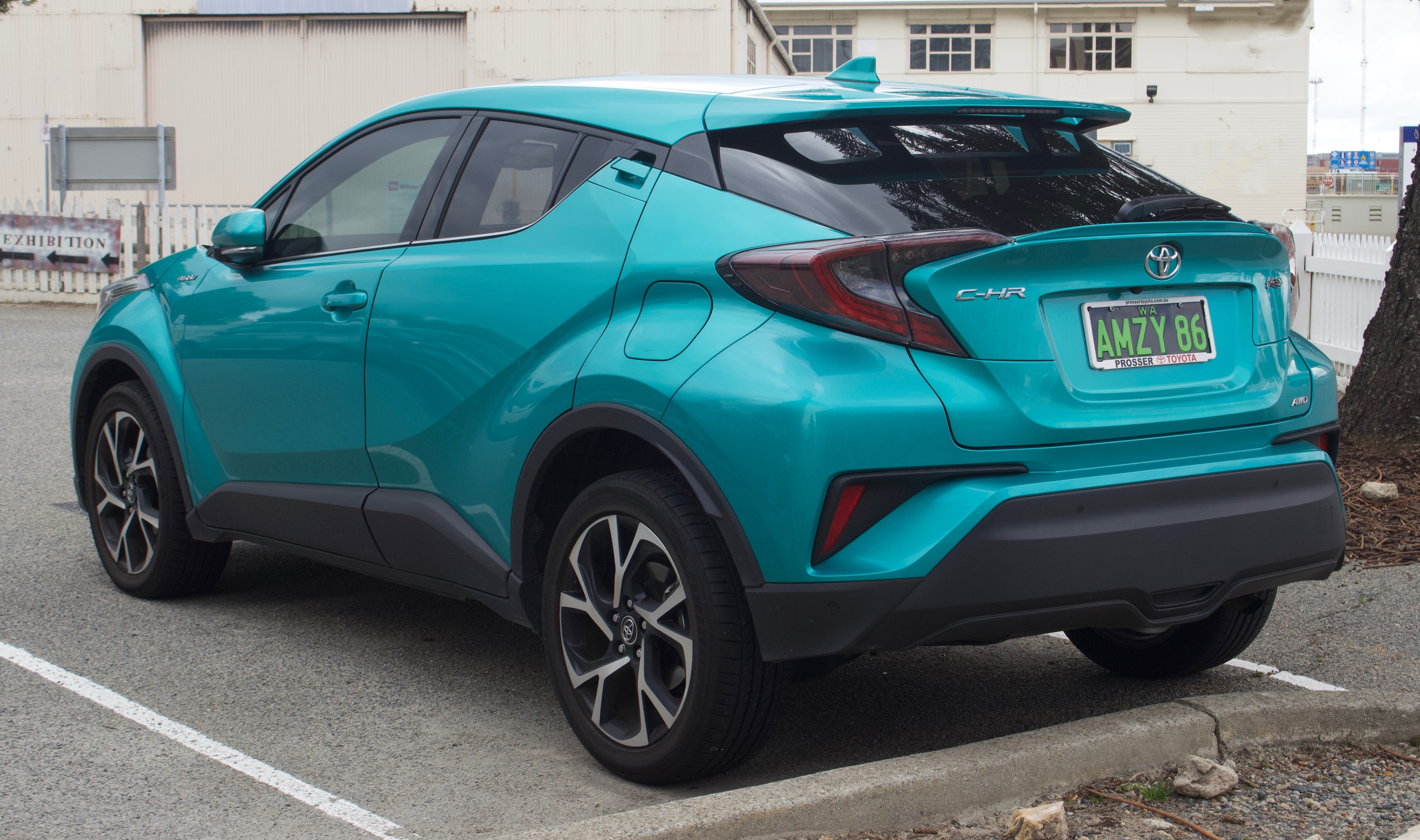

| Año de calendario | Europa  | EE. UU. |
| ----------------- | ------- | ------- |
| 2016              | 7,123   | 0       |
| 2017              | 108,170 | 25,755  |